# Taça Brasil
Taça Brasil (nghĩa là Cup Brasil) là giải vô địch bóng đá quốc gia Brasil thi đấu từ năm 1959 đến năm 1968. Giải này được nhiều nhà sử học coi là giải đấu bóng đá quan trọng nhất ở Brasil vào thời điểm đó.
Chỉ có những nhà vô địch Bahia, Cruzeiro và Botafogo đã chơi tất cả các giai đoạn của giải đấu, bởi vì cho đến năm 1968 đội từ Rio de Janeiro và São Paulo đã đủ điều kiện để vào bán kết. Cả hai đội Cruzeiro và Bahia, những nhà vô địch nhưng không từ Rio hay São Paulo, đánh bại Santos nổi tiếng tuyệt vời và thế giới của Pelé, Coutinho và Pepe. Năm 1989 Copa do Brasil được thành lập, với cùng kiểu cup và thi đấu loại Copa Libertadores.